# Championnat du Kirghizistan de hockey sur glace
Le Championnat du Kirghizistan de hockey sur glace est le meilleur niveau de hockey sur glace au Kirghizistan. Huit équipes sont présentes dans la ligue.

## Champions
- 2011 - Gorniak Ak-Tuz
- 2010 - Khan-Tengri Bishkek
- 2009 - Naryn Alatoo-Dorodi
- 2008 - Naryn